# Sous-unité ribosomique 40S
La sous-unité ribosomique 40S est la plus petite des deux sous-unités constituant les ribosomes des eucaryotes. Il s'agit d'un complexe ribonucléoprotéique constitué d'un ARN ribosomique — l'ARNr 18S — et de protéines ribosomiques. Elle est structurellement et fonctionnellement apparentée à la petite sous-unité ribosomique 30S des ribosomes de procaryotes,,,, mais est sensiblement plus grande qu'elle contient de nombreux segments protéiques supplémentaires ainsi que des séquences d'ARN additionnelles.
La sous-unité 40S des ribosomes d'eucaryotes assure le décodage correct des ARN messagers à travers l'appariement correct des bons ARN de transfert sur les codons de l'ARNm au cours du processus de traduction génétique de la biosynthèse des protéines. Elle est la cible de la plupart des facteurs d'initiation (eIF) et interagit également avec l'IRES du virus de l'hépatite C.
| - Surface orientée vers la grande sous-unité ribosomique 60S. - Surface orientée vers l'extérieur du ribosome. |